# Liza Pusztai
Liza Pusztai (Budapest, 11 maggio 2001) è una schermitrice ungherese, specializzata nella sciabola. Ha vinto due medaglie d'oro ai Campionati mondiali di scherma.

## Palmarès
- Mondiali

Il Cairo 2022: oro nella sciabola a squadre.
Milano 2023: oro nella sciabola a squadre.
Tbilisi 2025: bronzo nella sciabola a squadre
- Europei

Tbilisi 2017: bronzo nella sciabola individuale.
Düsseldorf 2019: argento nella sciabola a squadre.
Basilea 2024: argento nella sciabola individuale.
- Giochi europei

Cracovia - Piccola Polonia 2023: bronzo nella sciabola a squadre